# Sinaia
Sinaia là một thị xã thuộc hạt Prahova, România. Dân số thời điểm năm 2002 là 12525 người.